# Xerém (musicien)
Pour les articles homonymes, voir Xerém.
Pedro de Alcântara Filho, connu sous le nom de Xerém (né le 5 août 1911 à Baturité et décédé en 1982 à Rio de Janeiro), est un chanteur et auteur-compositeur brésilien. Il est le premier compositeur à utiliser le mot « forró » dans une composition et est donc considéré par beaucoup comme le père du forró.

## Biographie
À partir de 1926, il est membre de la Troupe de Crianças Pequenas Edson, se produisant dans des cirques et des théâtres à travers le Brésil. En 1937, déjà installé à Rio de Janeiro,, il compose Forró na roça avec le compositeur Manoel Queiroz, qui fait partie de son premier album enregistré. À partir de 1939, il s'associe au compositeur Bentinho, avec lequel il enregistre certaines de ses compositions, ainsi qu'à De Mello et De Mello. Il s'associe également avec De Moraes et Pequeno Edson.
Il apparait dans les films Abacaxi azul (1944), Fogo na canjica (1947) et Eu quero é movimento (1949).